# Bridgewater (New Hampshire)
Bridgewater ist der Name einer Town in New Hampshire, einem der Neuenglandstaaten der USA. Der Name bezieht sich auf den gleichnamigen Ort in Massachusetts, aus dem einige der ursprünglichen Siedler kamen. Das U.S. Census Bureau hat bei der Volkszählung 2020 eine Einwohnerzahl von 1.160 ermittelt.

## Geographie

### Lage
Bridgewater liegt im Westen der Lakes Region New Hampshires zwischen dem Newfound Lake im Westen und dem Pemigewasset River im Osten. Im Norden liegen Hebron und Plymouth, im Osten Ashland sowie New Hampton in Belknap County, im Süden Bristol und im Westen jenseits des Newfound Lake Alexandria.  Bridgewater Hills ist der Name eines Bergrückens, der sich in Nord-Süd-Richtung durch das Gebiet erstreckt.

## Geschichte
Am 14. September 1753 wurde Siedlern aus Chester im Süden New Hampshires eine neue Siedlungskonzession unter dem Namen New Chester ausgestellt. Das Land, das unter diese fiel, reichte vom heutigen Franklin im Süden bis nach Plymouth im Norden. Bridgewater wurde von diesem Gebiet abgetrennt und am 12. Februar 1788 als selbstständige Gemeinde gegründet. Die erste Versammlung der neuen Town fand am 11. März des Jahres statt. Siedler kamen infolge der früheren Landzuteilung schon vorher. Der erste bekannte Siedler kam im Jahr 1766. Auf ihn geht möglicherweise der Name Bridgewater zurück. Die frühen Siedler kamen zumeist aus dem Süden New Hampshires und aus Reading sowie Bridgewater in Massachusetts.
1790 hatte Bridgewater 281 Einwohner, und die erste Gemeinde wurde als Ableger der Congregationalistengemeinde in Hebron gegründet. Die Gottesdienste fanden in der Scheune eines Siedlers statt, der als Diakon tätig war, bis man 1802 mit dem Bau eines Versammlungshauses begann. Es wurde 1806 fertiggestellt und 1885 zum Stadthaus umgenutzt. Ein neues, konfessionell ungebundenes Versammlungshaus wurde im Dorf Bridgewater nahe der späteren Grenze zu Bristol erbaut und von allen Gemeinschaften genutzt.
1819 wurde Bristol aus Teilen von Hill und Bridgewater gegründet, das dabei seinen südlichen Teil verlor. Zuvor hatte es sich bis westlich des Newfound River erstreckt, durch den der Newfound Lake zum Pemigewasset entwässert. Nach der Gründung Bristols begann die Grenze am Ostufer des Sees und erstreckte sich von dort in einem Bogen entlang einzelner Ländereien nach Südosten zum Pemigewasset. 1859 hatte Bridgewater zwei Kirchen, von denen die der Free-Will-Baptisten von den Methodisten mitbenutzt wurde, zehn Schulbezirke, ein Postamt, vier Säge und eine Kornmühle sowie eine, die Dachschindeln herstellte, und eine Bevölkerung von 667 Einwohnern. Das Land von Bridgewater war eher zur Viehhaltung als zum Feldanbau geeignet, dennoch wurden gute Ernten an Mais, Hafer und Kartoffeln eingefahren.
Neben der Landwirtschaft waren die Haupteinnahmequellen die Holzernte, aber auch die Gewinnung von Ahornsirup, und es gab bereits im 19. Jahrhundert eine Pension für Sommerfrischler. 1803 war der Mayhew Turnpike am Seeufer entlang angelegt worden, und der Verkehr entlang dieser Straße hatte zugenommen. 1835 verkehrte täglich eine Postkutsche pro Richtung über den Turnpike. Die Kutschen nach Norden, von Concord nach Haverhill, machten dabei ihre Mittagsrast bei Hoyt's Tavern in Bridgewater. Diese erbaute der Betreiber einer bereits um 1800 existierenden Taverne an der alten Straße, die der Uferlinie folgte und dabei einen weiten Bogen machte. 1840 erhielt Bridgewater 337,29 Dollar als Kompensation für Einnahmeausfälle infolge der Umwandlung des in Privatbesitz befindlichen Turnpike in eine öffentliche Straße wurde, und nachdem 1848 die Stichbahnstrecke nach Bristol gebaut wurde, verkehrten statt der Postkutschen leichtere Gefährte von Groton über Hebron und Bridgewater zum Zug in Bristol. Hoyt's Tavern wurde erst zu einer Ferienanlage, ehe das „Inn on Newfound Lake“ an gleicher Stelle errichtet wurde. Einen Bahnhof gab es im äußersten Nordosten an der Bahnstrecke Concord–Wells River der Boston, Concord and Montreal Railroad, die 1850 Bridgewater erreicht hatte. Der Personenverkehr auf dieser Strecke endete 1959, der Güterverkehr wurde fortgeführt, bis er nach einem Hochwasser 1973 eingestellt wurde.
1880 hatte Bridgewater 384 Einwohner, 1885 acht Schulbezirke und neben anderen eine Säge- und Cidermühle, die neben 4000 Fuß Holz pro Tag 300 Fass Cider im Jahr produzierte. Die Schule dauerte 1875 durchschnittlich 14 Wochen im Jahr.

### Bevölkerungsentwicklung
| Volkszählungsergebnisse – Bridgewater, New Hampshire | Volkszählungsergebnisse – Bridgewater, New Hampshire | Volkszählungsergebnisse – Bridgewater, New Hampshire | Volkszählungsergebnisse – Bridgewater, New Hampshire | Volkszählungsergebnisse – Bridgewater, New Hampshire | Volkszählungsergebnisse – Bridgewater, New Hampshire | Volkszählungsergebnisse – Bridgewater, New Hampshire | Volkszählungsergebnisse – Bridgewater, New Hampshire | Volkszählungsergebnisse – Bridgewater, New Hampshire | Volkszählungsergebnisse – Bridgewater, New Hampshire | Volkszählungsergebnisse – Bridgewater, New Hampshire |
| Jahr                                                 | 1790                                                 | 1800                                                 | 1810                                                 | 1820                                                 | 1830                                                 | 1840                                                 | 1850                                                 | 1860                                                 | 1870                                                 | 1880                                                 |
| ---------------------------------------------------- | ---------------------------------------------------- | ---------------------------------------------------- | ---------------------------------------------------- | ---------------------------------------------------- | ---------------------------------------------------- | ---------------------------------------------------- | ---------------------------------------------------- | ---------------------------------------------------- | ---------------------------------------------------- | ---------------------------------------------------- |
| Einwohner                                            | 281                                                  | 664                                                  | 1104                                                 | 727                                                  | 787                                                  | 747                                                  | 667                                                  | 560                                                  | 453                                                  | 384                                                  |
| Jahr                                                 | 1890                                                 | 1900                                                 | 1910                                                 | 1920                                                 | 1930                                                 | 1940                                                 | 1950                                                 | 1960                                                 | 1970                                                 | 1980                                                 |
| Einwohner                                            | 332                                                  | 244                                                  | 187                                                  | 199                                                  | 151                                                  | 226                                                  | 222                                                  | 293                                                  | 398                                                  | 606                                                  |
| Jahr                                                 | 1990                                                 | 2000                                                 | 2010                                                 | 2020                                                 | 2030                                                 | 2040                                                 | 2050                                                 | 2060                                                 | 2070                                                 | 2080                                                 |
| Einwohner                                            | 743                                                  | 979                                                  | 1083                                                 | 1160                                                 |                                                      |                                                      |                                                      |                                                      |                                                      |                                                      |

## Infrastruktur und Gemeindeeinrichtungen
Die Feuerwehr von Bridgewater ist nicht wie in vielen Gemeinden New Hampshires von Freiwilligen, sondern von Teilzeitbeschäftigten besetzt. Polizei und medizinische Notfallversorgung arbeiten in Vollzeit. Das nächstgelegene Krankenhaus ist das Speare Memorial Hospital in Plymouth. Bridgewater gehört zum Newfound Area Schulverbund, zu dem auch Hebron gehört. Zusammen mit letzterem bildet Bridgewater einen eigenen Grundschulbezirk, die dazugehörige Bridgewater-Hebron Elementary School liegt in Bridgewater. Die weiterführenden Mittel- und Oberschulen befinden sich in Bristol. Es gibt keine Müllabfuhr, die Teilnahme am Recyclingprogramm ist Pflicht. Wasserver- und Abwasserentsorgung geschehen mittels privater Brunnen und Tanks.

### Verkehr
Die Staatsstraße NH 3A verläuft in Nord-Süd-Richtung entlang des Newfound Lake. Sie verbindet die NH 104 in Bristol mit der NH 25 in Plymouth. Die US 3 verläuft im Nordosten für ein kurzes Stück durch Bridgewater, parallel zu der Bahnstrecke, auf der zweiweilig verkehren Sonderzüge zur Herbstlaubverfärbung verkehren. Der nächstgelegene Flugplatz ist der Newfound Valley Airport in Bristol, der nächstgelegene Flughafen mit Linienverkehr ist der Lebanon Municipal Airport.